# Woudaap
De woudaap (Botaurus minutus, synoniem: Ixobrychus minutus), ook bekend als wouwaap en vroeger woudaapje of wouwaapje genaamd, is een vogelsoort die behoort tot de reigers (Ardeidae). Het is met 31 tot 36 cm de kleinste reigersoort in de Lage Landen.

## Kenmerken
Het verenkleed van het mannetje bevat een zwarte bovenzijde en kruin. De onderzijde en de vleugels, die een opvallende vlek vertonen, zien rozig. Het verenkleed van het vrouwtje is aan de bovenzijde donkerbruin gestreept en aan de onderzijde licht gestreept. Verder heeft ze een zwarte kruin en nek en minder opvallende vleugelvlekken. De lichaamslengte bedraagt 36 cm. Verder heeft de vogel korte, groene poten, een dikke hals en een gele snavel.

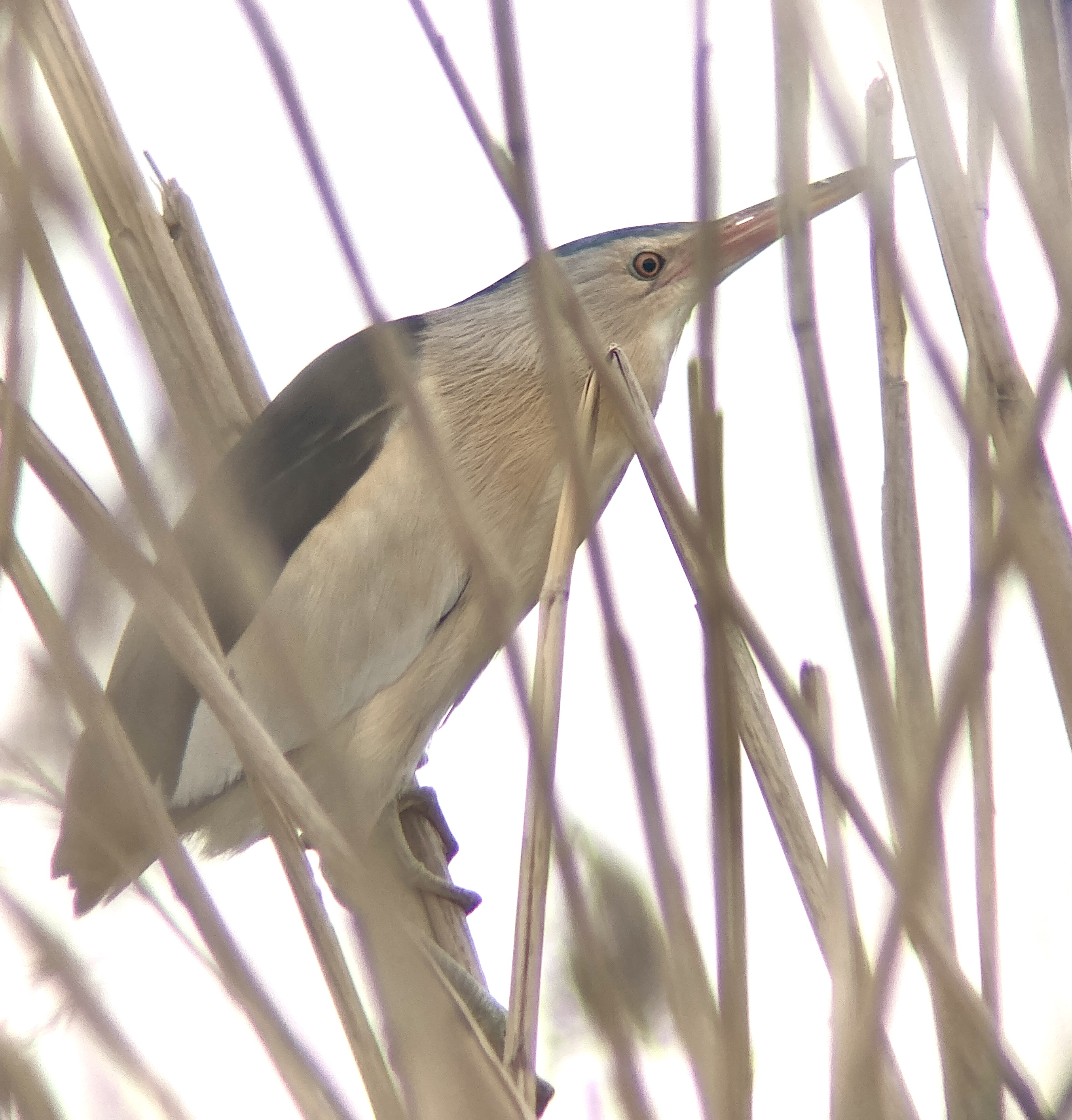
Woudaap adult ♂ zomerkleed

## Leefwijze
Het voedsel bestaat uit insecten, vis, kikkers en salamanders. De vogel leidt een verborgen bestaan en klimt in riet.

## Voortplanting
Het legsel bestaat uit vier tot zes witte eieren met een blauwgroene tint.

## Verspreiding en leefgebied
De woudaap broedt in Europa, West-Azië, Afrika en Madagaskar in rietmoerassen en zoetwateroevers. Vogels die in de gematigde klimaatzone van Europa en Azië broeden, trekken 's winters naar het zuiden. Vogels die in de tropen broeden, zijn standvogel (zie kaartje).
De soort telt drie ondersoorten:
- B. m. minutus: van centraal en zuidelijk Europa tot centraal Azië en noordwestelijk India.
- B. m. payesii: Afrika bezuiden de Sahara.
- B. m. podiceps: Madagaskar.

## Naam
De naam woudaap is een voorbeeld van hypercorrectie. De vogel vertoont zich zelden aan de mens, is klein, 's nachts actief en leeft verborgen in het riet. 's Nachts is echter wel zijn roep te horen, die wel lijkt op die van een aapje dat wouw-wouw roept. De oorspronkelijke naam is dan ook wouwaapje. Ten onrechte werd verondersteld dat wouw een dialectvorm moest zijn van woud, hoewel het dier niet in het bos leeft. De naam werd daarom 'verbeterd' tot woudaapje.

## Status in Nederland en Vlaanderen
De woudaap was vóór 1950 nog een plaatselijk talrijke broedvogel van o.a. de rietmoerassen en plassengebieden in Zuid-Holland en Utrecht. In de periode 1961-67 werd het aantal broedvogels op 250 paar geschat. Dit aantal daalde gestaag, in 1973-77 was het al gehalveerd en in 1978-83 schatte men het op nog maar 50 paar. In de periode 1988-89 volgde weer een halvering.
Volgens SOVON is sinds 1990 geen betrouwbare trendclassificatie mogelijk. Rond 2007 broedden er nog ongeveer 10-30 paar in Nederland. De oorzaak van deze achteruitgang is niet geheel duidelijk. De uitgestrekte rietmoerassen die in Flevoland na het droogvallen beschikbaar kwamen, hebben niet tot een toename geleid. In Vlaanderen broedden slechts enkele woudaapjes, tussen 1994 en 2001 steeg dit aantal naar 19 paar, maar daarna zette een daling in.

De woudaap is in 2004 als ernstig bedreigd op de Nederlandse Rode Lijst gezet en staat ook als zodanig op de Vlaamse Rode Lijst. Overigens staat de woudaap nog steeds als niet bedreigd op de internationale Rode Lijst van de IUCN, maar valt wel onder het internationale natuurbeschermingsverdrag over bedreigde trekvogels: het AEWA-verdrag (Afrikaans-Euraziatische overeenkomst over watervogels).

## Afbeeldingen

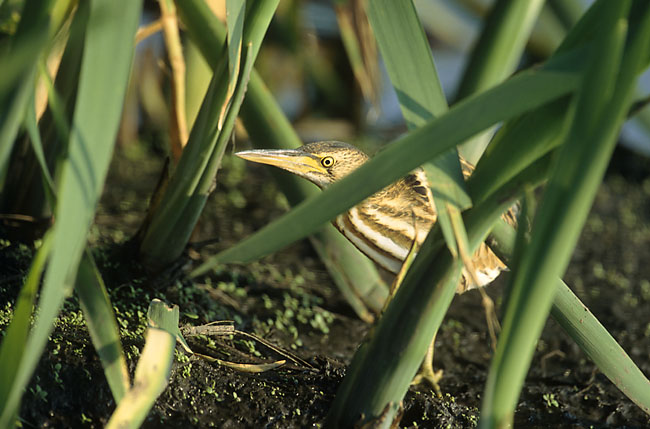
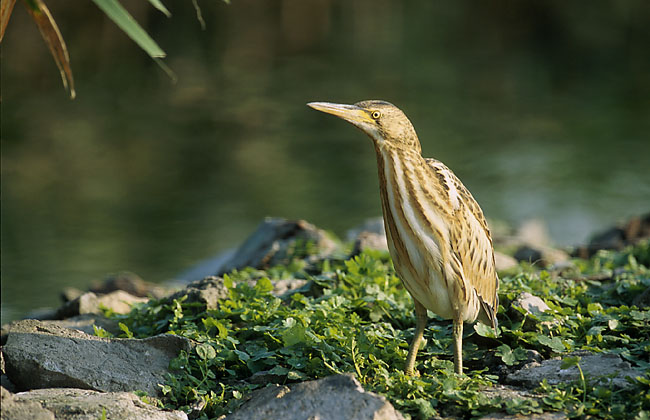